# Arenostola phragmitidis
Arenostola phragmitidis (tên tiếng Anh: Fen Wainscot) là một loài bướm đêm thuộc họ Noctuidae. Nó được tìm thấy ở hầu hết châu Âu (ngoại trừ Ireland, Iceland, bán đảo Iberia và phần phía tây của bán đảo Balkan), miền tây Siberia, Thổ Nhĩ Kỳ, Iraq, Afghanistan, Trung Á và Trung Quốc.
Sải cánh dài 32–36 mm. Con trưởng thành bay từ tháng 7 đến tháng 8.
The larvae feed internally in the stems của Phragmites australis.

## Hình ảnh

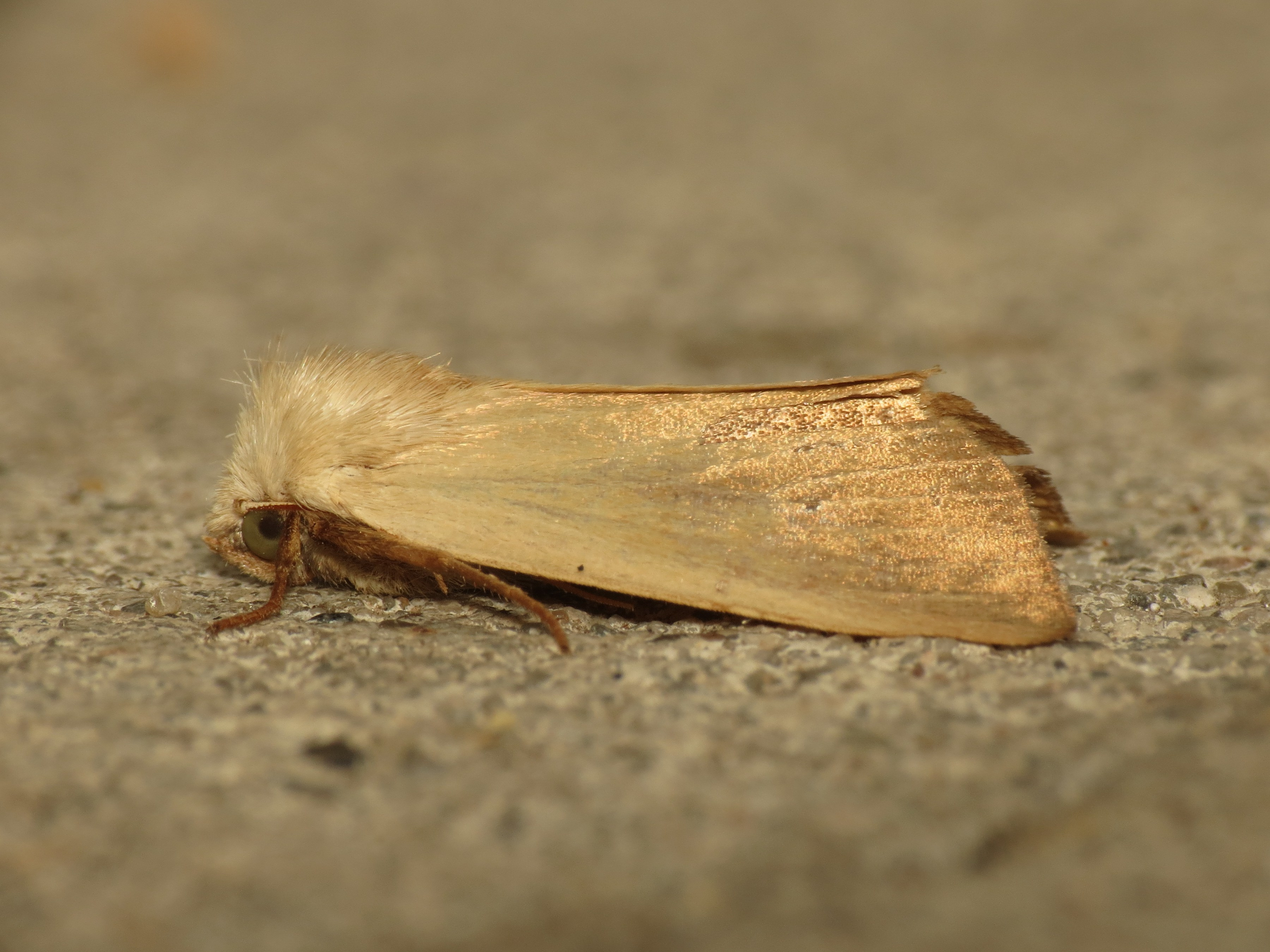
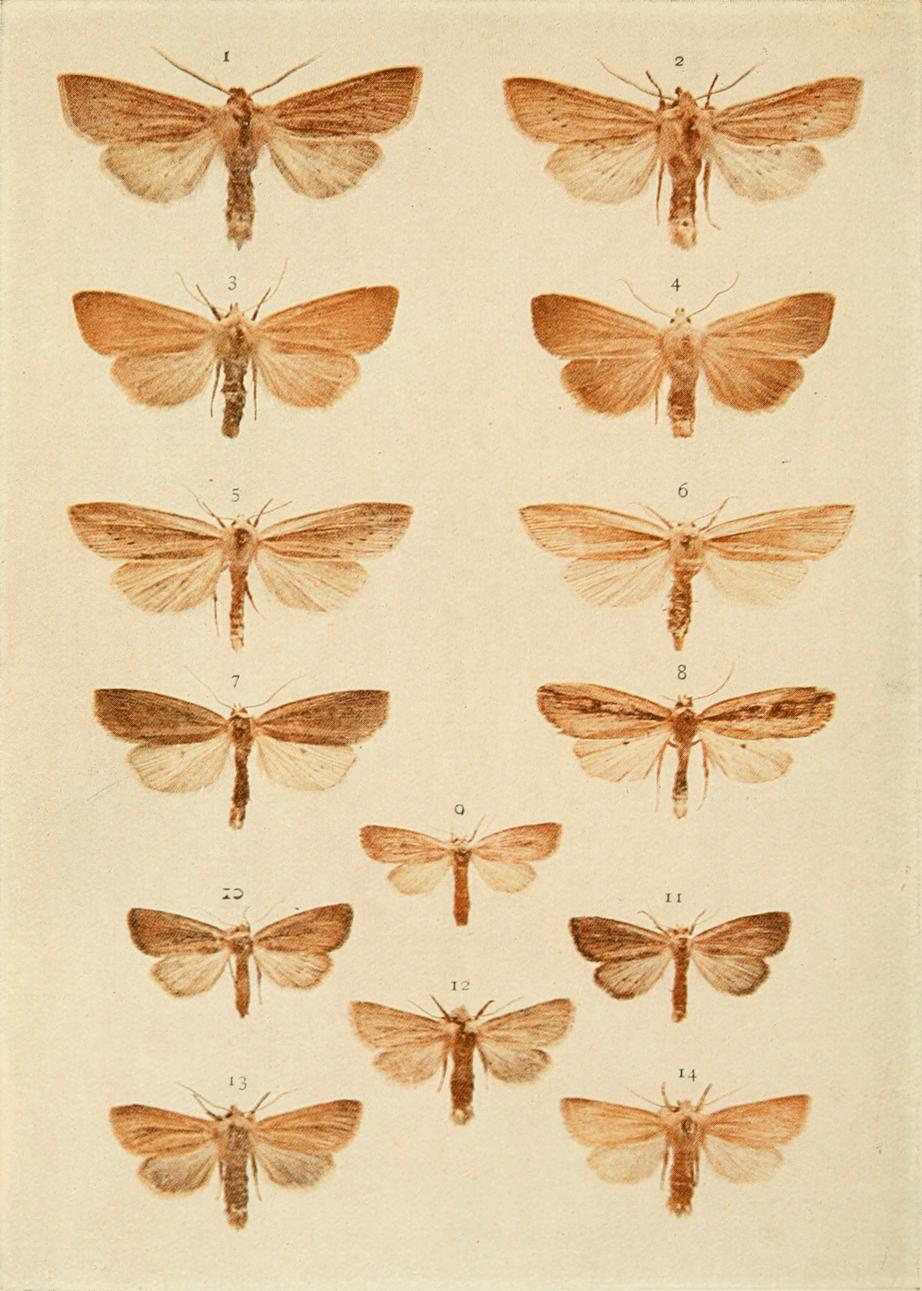